# Sport Club Internacional em Campeonatos Brasileiros
Aqui segue uma lista com os Campeonatos Brasileiros mais marcantes do Internacional desde 1962.

## História
O Sport Club Internacional possui um dos melhores retrospectos da maior competição nacional. Liderou durante 24 anos seguidos (1975 até 1998) o Ranking de Pontos do Campeonato Brasileiro de Futebol. É tricampeão brasileiro (75, 76 e 79), sendo detentor de recordes. Apenas quatro clubes, em seis ocasiões, conseguiram sagrar-se campeões brasileiros invictos: Palmeiras em 1960; Santos em 1963, 1964 e 1965; Cruzeiro em 1966 (quando o Campeonato Brasileiro ainda era disputado em sistema eliminatório) e Internacional em 1979 (na época em que era adotado sistemas mistos).  Suas campanhas históricas e seus títulos, sob as lideranças de Batista, Figueroa e Falcão levaram o Inter a aproveitamentos superiores a 75% nos títulos brasileiros, outro recorde a ser batido.

## Dados históricos
- É o único campeão brasileiro a terminar o campeonato sem derrota, em 1979.
- O maior público do Internacional em Campeonatos Brasileiros aconteceu em 1974, no jogo em 2 a 2 com o Vasco da Gama no Maracanã, com um público de 118.777 torcedores.
- O Inter possui a maior média de público em duas edições. A primeira ocorreu em 1975, ano do primeiro título. 46.491 foi a média. Em 1979, o Colorado também obteve o maior público com uma média superior a 46.000
- O Inter teve um jogo anulado na história. Em 2005, o jogo Inter 3 a 2 Coritiba também foi anulado após polêmica decisão do STJD, então comandado por Luiz Zveiter. O jogo foi repetido e o placar acabou sendo exatamente o mesmo: 3 a 2. (Ver: Máfia do Apito).

## Estatísticas
- Participações: 52 (1962, como Taça Brasil; 1967–1970, como Torneio Roberto Gomes Pedrosa; 1971–2025, como Brasileirão).

- Jogador que mais atuou: Valdomiro, 252 jogos.

- Treinador que mais atuou: Abel Braga, 110 jogos (1988 - 24 partidas, 1995 - 23 partidas, 2006 - 38 partidas, 2007 - 20 partidas, 2008 - 4 partidas e 2014 - 1 partida*).

- O Internacional possui as melhores campanhas como Campeão Brasileiro. Em 1976, a campanha campeã obteve incríveis 84,1% de aproveitamento, sendo assim, a melhor campanha da história dos Campeonatos Brasileiros. No ano invencível de 1979, o aproveitamento foi 79,7% (o segundo melhor da história dos campeões). Por fim, o primeiro título do Internacional, em 1975, o aproveitamento foi de 72,2%

- Maior sequência de vitórias: 9 partidas, em 2020.

- Maior período de invencibilidade: 24 partidas, entre Internacional 1-1 Palmeiras (semifinal de 1978) e Internacional 2-1 Vasco da Gama (final de 1979).

- O Internacional obteve a melhor defesa do Campeonato Brasileiro de 1969 (15 gols sofridos em 16 partidas - 0,93 gols/partida) e do Campeonato Brasileiro de 2005 (49 gols sofridos em 42 partidas - 1,16 gols/partida).

- Em três edições, teve o melhor ataque do Campeonato Brasileiro de Futebol: 1975 (51 gols marcados em 30 partidas, média de 1,7 gols por partida), 1976 (59 gols marcados em 23 partidas, média de 2,5 gols por partida) e 1988 (40 gols marcados em 29 partidas, média de 1,3 gols por partida).

- Maior goleada da edição do Campeonato Brasileiro de 1975 (Internacional 5-0 Sergipe e Vitória 0-5 Internacional), do Campeonato Brasileiro de 1997 (Internacional 7-0 Bragantino) e do Campeonato Brasileiro de 2023 (Internacional 7-1 Santos).

- O Internacional completou mil jogos no Campeonato Brasileiro em 29 de julho de 2009.

### Maiores goleadas
Aplicadas
- Internacional 7–0 Bragantino (8 de novembro de 1997, Estádio Beira-Rio).
- Internacional 7-1 Santos (22 de outubro de 2023, Estádio Beira-Rio).

- Internacional 6–0 Figueirense (1 de setembro de 1976, Estádio Beira-Rio).

- Internacional 6–0 Brasília (4 de dezembro de 1977, Estádio Beira-Rio).

- Internacional 6–0 Palmeiras (28 de março de 1981, Estádio Beira-Rio).

- Internacional 6–0 Atlético Paranaense (17 de julho de 2004, Estádio Beira-Rio).

- Internacional 6–0 Vasco da Gama (2 de setembro de 2015, Estádio Beira-Rio).

Sofridas
- São Caetano 5–0 Internacional (13 de dezembro de 2003, Estádio Anacleto Campanella).

- Chapecoense 5–0 Internacional (9 de outubro de 2014, Arena Condá).

- Grêmio 5–0 Internacional (9 de agosto de 2015, Arena do Grêmio).

- Santos 5–1 Internacional (15 de março de 1967, Estádio Vila Belmiro).

- Botafogo 5–1 Internacional (7 de julho de 2004, Estádio Caio Martins).

- Goiás 6–3 Internacional (13 de outubro de 1996, Estádio Serra Dourada).

- Vasco da Gama 5–2 Internacional (23 de outubro de 1994, Estádio São Januário).

## Os números
Campeão e classificado à Copa Libertadores da América.
     Vice-campeão (não classificado à Copa Libertadores da América).
     Classificado à Copa Libertadores da América.
     Classificado à Copa Libertadores da América pelo título da Copa do Brasil ou Copa Libertadores.
     Classificado à Copa Sul-Americana.
     Rebaixado à Série B
     Acesso à Série A
     Artilheiro do campeonato.
- Atualizado até o Campeonato Brasileiro de Futebol de 2019 - Série A

## 1975 - O título inédito
- Campeonato Brasileiro de Futebol de 1975

Foi o primeiro título do Inter de imensa importância no panorama nacional sob a liderança de jogadores históricos como o goleiro Manga, o "xerifão" Figueroa, o meia Falcão, dentre outro ídolos. A decisão contra o Cruzeiro teve extrema importância pelo gol histórico de Figueroa ao 11 minutos do segundo tempo (o famoso gol iluminado) em Porto Alegre. Esta foi a primeira decisão de Campeonato Brasileiro em que não tomaram parte clubes do Rio de Janeiro ou São Paulo.

### Os melhores colocados
| 1 | Internacional | 58 | 30 | 19 | 8  | 3 | 51 | 12 | 39 |
| 2 | Cruzeiro      | 49 | 29 | 15 | 10 | 4 | 39 | 15 | 24 |
| 3 | Fluminense    | 48 | 28 | 16 | 4  | 8 | 51 | 26 | 25 |
| 4 | Santa Cruz    | 42 | 29 | 13 | 10 | 6 | 42 | 27 | 15 |
| PG - pontos ganhos; J - jogos; V - vitórias; E - empates; D - derrotas; GP - gols pró; GC - gols contra; SG - saldo de gols |               |    |    |    |    |   |    |    |    |

### Final
| 14 de dezembro de 1975 | Internacional | 1 – 0 | Cruzeiro | Beira-Rio, Porto Alegre (RS) Público: 82.568 pagantes. Árbitro: Dulcídio Wanderley Boschillia Auxiliares: Valquir Pimentel e Emídio Marques de Mesquita |
|                        | Figueroa 56'  |       |          | |

|  | Internacional Manga Valdir Figueroa Hermínio Chico Fraga Caçapava Falcão Paulo César Carpeggiani Valdomiro (Jair) Flávio Minuano Lula Técnico: Rubens Minelli. |  | Cruzeiro Raul Plassmann Nelinho Darci Menezes Morais Isidoro Wilson Piazza Zé Carlos Eduardo Roberto Batata (Eli Mendes) Palhinha Joãozinho Técnico: Zezé Moreira. |

## 1976 - Bicampeão
- Campeonato Brasileiro de Futebol de 1976

Mais um ano histórico para o clube gaúcho. O segundo título veio sob a artilharia de Dadá Maravilha, jogador a qual viria a ser contratado para a temporada. Após a classificação histórica para a final, derrotando o Atlético Mineiro de virada por 2 a 1 e sob um calor de 39 graus, o Inter se preparava para sua segunda final em Campeonatos Brasileiros. O jogo contra o Corinthians e a vitória por 2 a 0 no "Gigante da Beira-Rio" garantiram ao Inter o título consecutivo.

### Os melhores colocados
| 1 | Internacional    | 54 | 23 | 19 | 1 | 3 | 59 | 13 | 46 |
| 2 | Corinthians      | 37 | 23 | 13 | 6 | 4 | 31 | 17 | 14 |
| 3 | Atlético Mineiro | 37 | 22 | 11 | 7 | 4 | 40 | 18 | 22 |
| 4 | Fluminense       | 35 | 22 | 11 | 7 | 4 | 34 | 19 | 15 |
| PG - pontos ganhos; J - jogos; V - vitórias; E - empates; D - derrotas; GP - gols pró; GC - gols contra; SG - saldo de gols |                  |    |    |    |   |   |    |    |    |

### Final
| 12 de dezembro de 1976 | Internacional             | 2 – 0  | Corinthians | Beira-Rio, Porto Alegre (RS) Público: 84.000 pagantes (aproximadamente). Árbitro: José Roberto Wright Auxiliares: Luís Carlos Félix e Valquir Pimentel |
|                        | Dario 29' · Valdomiro 57' | Report |             | |

|  | Internacional Manga Cláudio Duarte Figueroa Marinho Peres Vacaria Caçapava Falcão Batista Valdomiro Dario Lula Técnico: Rubens Minelli. |  | Corinthians Tobias Zé Maria Moisés Zé Eduardo Wladimir Givanildo Ruço Neca Vaguinho Geraldão Romeu Técnico: Duque. |

### Artilheiro da competição
| BRASILEIRO 1976 | BRASILEIRO 1976 |
| --------------- | --------------- |
| Dario           | 16              |

## 1979 - Tricampeão invicto
- Campeonato Brasileiro de Futebol de 1979

| 20 de Dezembro, 1979 | Vasco da Gama | 0 – 2 | Internacional        | Maracanã, Rio de Janeiro Público: 58.655 Árbitro: Oscar Scolfaro |
|                      |               |       | Chico Spina 28', 55' |                                                                  |

2º jogo
| 23 de Dezembro, 1979 | Internacional       | 2 – 1 | Vasco da Gama | Beira-Rio, Porto Alegre Público: 54.659 Árbitro: José Faville Neto |
|                      | Jair 40' Falcão 57' |       | Wilsinho 84'  |                                                                    |

| OS MELHORES COLOCADOS          | OS MELHORES COLOCADOS |
| ------------------------------ | --------------------- |
| 1. Internacional (16V, 7E, 0D) | 39 Pts                |
| 2. Vasco da Gama (8V, 4E, 2D)  | 20 Pts                |
| 3. Coritiba (9V, 6E, 6D)       | 24 Pts                |
| 4. Palmeiras (3V, 1E, 1D)      | 7 Pts                 |

- 79,7% de Aproveitamento

## 1988 - O ano do Grenal do Século
- Campeonato Brasileiro de 1988

A partida entre Internacional e Grêmio válida pela semifinal do Campeonato Brasileiro de 1988, em 12 de fevereiro de 1989 teve uma extraordinária importância, já que valia a classificação para a decisão do campeonato brasileiro (contra o vencedor de Bahia versus Fluminense) e ainda a vaga na Taça Libertadores da América daquele ano. A partida terminou com vitória do Internacional por 2 a 1, de virada e com um jogador a menos em campo (o lateral Casemiro fora expulso ainda no primeiro tempo). Na final, contra o Bahia, o Inter saiu em desvantagem na partida em Salvador e ficou com o vice-campeonato pela segunda vez na história dos Brasileiros.
| OS MELHORES COLOCADOS           | OS MELHORES COLOCADOS |
| ------------------------------- | --------------------- |
| 1. Bahia (13V, 11E, 5D)         | 54 Pts                |
| 2. Internacional (12V, 13E, 4D) | 55 Pts                |
| 3. Fluminense (10V, 9E, 8D)     | 42 Pts                |
| 4. Grêmio (10V, 9E, 8D)         | 41 Pts                |

### Artilheiro
| BRASILEIRO 1988 | BRASILEIRO 1988 |
| --------------- | --------------- |
| Nílson          | 15              |

## 2005 - Um campeonato contestado
- Campeonato Brasileiro de Futebol de 2005 - Série A

A edição de 2005 ficou marcada por um evento negativo. Durante o campeonato, o árbitro Edílson Pereira de Carvalho foi preso em uma operação da polícia por manipular resultados de jogos em que atuou para que empresários de sites de apostas pudessem lucrar mais. Em uma decisão muito contestada e inédita em toda a história do futebol, o Presidente do Superior Tribunal de Justiça Desportiva (STJD), Luiz Zveiter (destituído do cargo posteriormente), determinou a anulação dos 11 jogos apitados pelo árbitro envolvido nas acusações. Com isso, o Corinthians pôde disputar novamente duas partidas que havia sido prejudicado (contra Santos e São Paulo), recuperando 4 pontos e vindo a ser sagrado campeão. Tal acontecimento foi fortemente contestado pela diretoria Colorada, porém o título ficou para o Corinthians.
| TABELA SEM A ANULAÇÃO           | TABELA SEM A ANULAÇÃO |
| ------------------------------- | --------------------- |
| 1. Internacional (23V, 9E, 10D) | 78 Pts                |
| 2. Corinthians (23V, 8E, 11D)   | 77 Pts                |
| 3. Goiás (22V, 8E, 12D)         | 74 Pts                |
| 4. Palmeiras (20V, 10E, 12D)    | 70 Pts                |

| TABELA COM A ANULAÇÃO           | TABELA COM A ANULAÇÃO |
| ------------------------------- | --------------------- |
| 1. Corinthians (24V, 9E, 9D)    | 81 Pts                |
| 2. Internacional (23V, 9E, 10D) | 78 Pts                |
| 3. Goiás (22V, 8E, 12D)         | 74 Pts                |
| 4. Palmeiras (20V, 10E, 12D)    | 70 Pts                |

## Jogadores

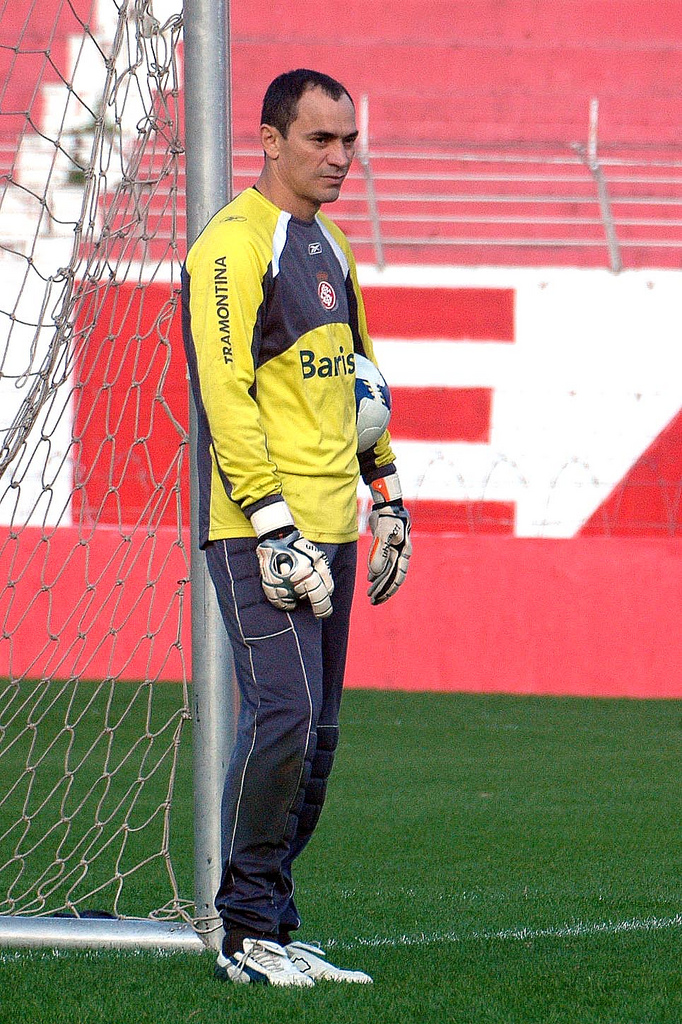
Clemer é um dos jogadores mais atuantes do Inter.

### Mais vitórias
| VITÓRIAS                             | VITÓRIAS |
| ------------------------------------ | -------- |
| 1. Valdomiro (Aproveitamento: 56,7%) | 118      |
| 2. Falcão (Aproveitamento: 62,7%)    | 99       |
| 3. Jair (Aproveitamento: 64,2%)      | 88       |

### Artilheiros
| GOLS                            | GOLS |
| ------------------------------- | ---- |
| 1. Valdomiro (Média: 0,28 gols) | 59   |
| 2. Christian (Média: 0,61 gols) | 42   |
| 3. Fernandão (Média: 0,43 gols) | 42   |

### Mais jogos
| JOGOS        | JOGOS |
| ------------ | ----- |
| 1. Valdomiro | 208   |
| 2. Clemer    | 192   |
| 3. Falcão    | 158   |

## Adversários

### Mais Jogos
| JOGOS               | JOGOS |
| ------------------- | ----- |
| 1. Atlético Mineiro | 49    |
| 2. Palmeiras        | 48    |
| 3. Cruzeiro         | 45    |

### Mais Vitórias
| VITÓRIAS            | VITÓRIAS |
| ------------------- | -------- |
| 1. Palmeiras        | 21       |
| 2. Vasco da Gama    | 18       |
| 3. Atlético Mineiro | 17       |

### Mais Derrotas
| DERROTAS         | DERROTAS |
| ---------------- | -------- |
| 1. São Paulo     | 18       |
| 2. Vasco da Gama | 16       |
| 3. Grêmio        | 16       |